# Cabildo (Chile)
Cabildo – miasto w Chile, w regionie Valparaíso, w prowincji Petorca.